# Estação Ferroviária de Puxinanã
A Estação Ferroviária de Puxinanã foi uma estação ferroviária localizada no município de Puxinanã, que até 1961 fazia parte de Campina Grande, na Paraíba. O Trecho entre Campina Grande e Puxinanã foi inaugurado em 4 de abril de 1951 a estação foi demolida nos finais do século XX.
A referida estação integrava o ramal de Campina Grande, que inicialmente partia desde Itabaiana até a cidade de Campina Grande e depois de concluída a ligação entre Sousa-Pombal, Pombal-Patos e Patos-Campina, ligou-se com o Ceará.

## Histórico
O ramal de Campina Grande, do qual a Estação de Puxinanã fazia parte, partia da ferrovia da Great Western, que ligava Recife a Natal. O ramal da Paraíba foi prolongado de Sousa até Patos, em 1944 e em 1958, completou a ligação férrea entre o Ceará e a Paraíba ou Pernambuco.
Apesar de o trecho entre Campina Grande e Patos somente ter sido aberto em fevereiro de 1958, a Estação de Puxinanã havia sido inaugurada em 04 de abril de 1951, pela Rede Ferroviária do Nordeste (RFN), vindo a ser desativada na década de 1980 e demolida alguns anos depois, restando atualmente somente parte da plataforma.

## Localização
Construída no povoado de Puxinanã, integrante do município de Campina Grande até 1961, a estação situava-se à altura do quilômetro 241 do Ramal de Campina Grande (de bitola métrica). Tinha como estações próximas a de Pocinhos e a de Campina Grande.

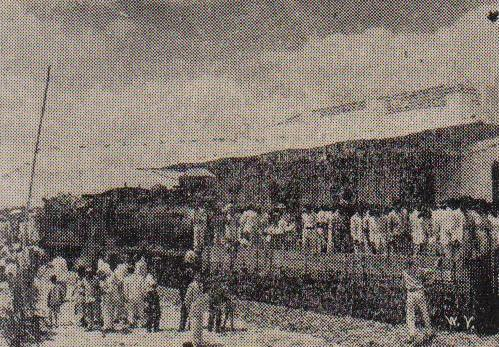
Inauguração do Primeiro Trecho Campina Grande a Puxinanã, 4 de abril de 1951.